# Halictus kuhlmanni
Halictus kuhlmanni là một loài Hymenoptera trong họ Halictidae. Loài này được Pauly mô tả khoa học năm 2008.